# Mapera
Mapera ist ein Verwaltungsbezirk (Ward) des Distrikts Mbinga in der tansanischen Region Ruvuma.

## Geografie
Mapera liegt im Südwesten von Tansania etwa 25 Kilometer Luftlinie südwestlich der Distrikthauptstadt Mbinga und 15 Kilometer vom Malawisee entfernt. Das gebirgige Gebiet liegt in über 1000 Meter Seehöhe mit Bergen bis 1800 Metern.
Der Bezirk grenzt im Nordwesten an Maguu, im Nordosten an Mbuji, im Osten an Nyoni, im Südosten an Kambarage und im Südwesten an Lipingo. Bei der Volkszählung 2022 lebten 11.707 Menschen in 2809 Haushalten auf einer Fläche von 37 Quadratkilometern.

## Gliederung
Der Bezirk besteht aus vier Gemeinden (Mtaa) mit 31 Orten (Kitongoji):
| Mapera - Msamala A - Msamala B - Masiwa - Matama - Namambanga - Paramba A - Paramba B | Lukanzauti - Lukanzauti - Amboni - Ndola - Mtamboni - Bagamoyo - Mapera Asili - Bula - Luhamila | Mkinga - Namkinga Juu - Namkinga Kati - Namkinga Chini - Madaba - Luhalala - Njombe | Kihongo - Kihongo - Ndanda - Luhuney - Temeke - Unyusi - Komboni - Umbao - Luyuku - Manzese - Litembo |

## Infrastruktur
- Bildung: Die Hagati Secondary School ist die einzige weiterführende Schule des Bezirks.[8] Es ist eine staatliche Tagesschule mit einer Ausbildung bis zur 4. Stufe.[9]
- Gesundheit: Im Bezirk liegen ein staatliches Gesundheitszentrum[10] und eine öffentliche Apotheke.[11]